# Erik Wassén (professor)
Knut Erik Wassén, född 3 september 1901 i Bäve socken, Göteborgs och Bohus län, död 20 januari 1981 i Göteborgs Oskar Fredriks församling, var en svensk  överläkare. 
Han blev medicine doktor 1935, docent i medicin vid Karolinska Institutet 1940, var överläkare vid Sahlgrenska sjukhuset 1947–1967 och var professor i medicin vid Göteborgs universitet 1952–1967. 
Han var bror till läkaren Anders Wassén och farfars bror till folkpartipolitikern Erik Wassén.